# Achatocarpus nigricans
Achatocarpus nigricans,  es una especie de pequeños árboles nativos de América. 

## Descripción
Son arbustos o árboles, que alcanzan un tamaño de 2–10 m de alto, a veces con espinas, los tallos jóvenes glabros. Hojas elípticas, angostamente elípticas a oblanceoladas, de 5–11.5 cm de largo y 3–5 cm de ancho, ápice agudo a acuminado, base atenuada a redondeada, glabras, usualmente secándose cafés; pecíolos 3–11 mm de largo. Inflorescencias en racimos o panículas, 1.5–5 cm de largo, raquis glabro; sépalos ovados a obovados, 2.5–3 mm de largo; estambres 12–16; ovario elipsoide, 2–3 mm de largo, estilos 2–5 mm de largo. El fruto es una baya subglobosa, de 5–7 mm de diámetro; semilla comprimida, ca 5 mm de diámetro, lisa, lustrosa, negra.

## Distribución y hábitat
Especie poco común, se encuentra en bosques húmedos secundarios, frecuentemente creciendo cerca de cafetales, en la zona pacífica; a una altitud de 40–800 metros; fl ene–abr y sep, fr jun y sep; ampliamente distribuida y común desde el sur de México hasta Nicaragua y el norte de Sudamérica.

## Taxonomía
Achatocarpus nigricans fue descrito por José Jerónimo Triana  y publicado en Annales des Sciences Naturelles; Botanique, série 4 , 9: 46. 1858.
Sinonimia
- Achatocarpus mexicanus H.Walter[3]